# Bobcat Goldthwait
Robert Francis “Bobcat” Goldthwait (Syracuse, 26 de maio de 1962) é um ator, comediante, diretor e escritor americano. É conhecido pela sua atuação de comédia stand-up. Ganhou destaque com os seus especiais de stand-up An Evening with Bobcat Goldthwait-Share the Warmth e Bob Goldthwait-Is He Like That All the Time? e com os seus papéis de ator, incluindo Zed na série de filmes Police Academy e Eliot Loudermilk em Scrooged.
Goldthwait escreveu e dirigiu uma série de filmes e séries de televisão, nomeadamente as comédias negras Shakes the Clown (1991), na qual também foi protagonista, Sleeping Dogs Lie (2006), World's Greatest Dad (2009), God Bless America (2011) e o filme de terror Willow Creek (2013); episódios de Chappelle's Show, Jimmy Kimmel Live! (2004-07), e Maron (2013-15); e vários especiais de stand-up, incluindo Patton Oswalt: Tragedy Plus Comedy Equals Time (2014).
Também trabalhou extensivamente como dublador, com papéis de voz em Capitol Critters (1992-95), Hercules (1997), e Hercules: The Animated Series (1998-99), e deu a voz de Pop Fizz na série de videojogos Skylanders desde a estreia do personagem em Skylanders: Giants, de 2012.

## Biografia
Robert Francis Goldthwait nasceu em 26 de maio de 1962, em Syracuse, Nova Iorque, criado numa família católica da classe operária.
Quando era jovem,  decidiu seguir uma carreira de comediante, inspirado pelo fato de gostar de fazer rir os seus amigos. O comediante organizava regularmente espetáculos para os seus amigos, entre os quais se encontrava o futuro ator Tom Kenny.
Em 1980, Goldthwait e Kenny formaram-se na Bishop Grimes Junior/Senior High School em East Syracuse, Nova Iorque. Formaram um grupo de comédia chamado The Generic Comics. Quando estavam na  adolescência, viram um anúncio de uma noite de microfone aberto em Skaneateles que apresentava o comediante Barry Crimmins com a alcunha de “Bear Cat”. Ele e Kenny foram ao evento e atuaram sob as alcunhas de Bobcat e Tomcat, respetivamente, em homenagem a Crimmins.

## Vida pessoal
O casamento de Robert com a sua primeira mulher, Ann Luly, durou de 1986 a 1998. Em 1997, ficou noivo de Nikki Cox. Goldthwait foi casado com a sua segunda mulher, Sarah de Sá Rêgo, de 2009 a 2014 e encontra-se casado com Pollyanna McIntosh desde 2024.
Em 2011, foi o padrinho do terceiro casamento de Robin Williams.
O ator não consome drogas ou álcool desde os 19 anos.

## Carreira
Goldthwait tornou-se reconhecido como comediante de stand-up a solo e teve um disco “Meat Bob” e dois concertos especiais transmitidos pela televisão na década de 1980: An Evening with Bobcat Goldthwait -Share the Warmth e Bob Goldthwait -Is He Like That All the Time? Tornou-se conhecido pelo seu estilo único de comédia, que combina elementos de sátira política e humor negro.
Durante o outono de 1993, Goldthwait apresentou material de stand-up como ato de abertura para a banda Nirvana no que viria a ser a sua última digressão norte-americana. Foi selecionado para a vaga devido ao fato de o vocalista Kurt Cobain ser um fã da sua comédia e os dois desenvolveram uma amizade ao longo da digressão. Ele também apareceu  num vídeo promocional do álbum In Utero da banda e uma vez enganou um entrevistador durante uma entrevista telefónica, fazendo-se passar por Dave Grohl.
Goldthwait filmou um especial de meia hora na HBO em 1995, e outro álbum de comédia em 2003 I Don't Mean to Insult You, But You Look Like Bobcat Goldthwait, e em 2004, o seu stand-up foi apresentado na série animada da Comedy Central Shorties Watchin' Shorties.
Na carreira de ator, o seu primeiro papel conhecido foi interpretar Zed na série de filmes Police Academy. Atuou também em One Crazy Summer, Burglar, Scrooged e Hot to Trot. Em 1992, Goldthwait dirigiu, escreveu e estrelou Shakes the Clown. Teve participação como escritor em Radioland Murders.

## Discografia
- Meat Bob (1988) Chrysalis Records
- I Don't Mean to Insult You, but You Look Like Bobcat Goldthwait (2003) Comedy Central Records
- You Don't Look the Same Either (2008) Comedy Central Records
- Soldier for Christ (2023) Pretty Good Friends Records

## Filmografia

### Filme

#### Diretor
| Ano  | Título               | Notas        |
| ---- | -------------------- | ------------ |
| 1991 | Shakes the Clown     | also writer  |
| 2003 | Windy City Heat      | documentário |
| 2006 | Sleeping Dogs Lie    |              |
| 2009 | World's Greatest Dad |              |
| 2011 | God Bless America    |              |
| 2013 | Willow Creek         |              |
| 2015 | Call Me Lucky        | documentário |
| 2017 | American Bigfoot     | documentário |
| 2021 | Joy Ride             | documentário |

#### Ator
| Year | Title                                    | Character\Notes                      |
| ---- | ---------------------------------------- | ------------------------------------ |
| 1984 | Massive Retaliation                      | Deputy                               |
| 1985 | Police Academy 2: Their First Assignment | Zed                                  |
| 1986 | Twisted Sister: Come Out and Play        | Store Clerk & Teacher                |
| 1986 | Police Academy 3: Back in Training       | Cadet Zed                            |
| 1986 | One Crazy Summer                         | Egg Stork                            |
| 1987 | Burglar                                  | Carl Helfer                          |
| 1987 | Police Academy 4: Citizens on Patrol     | Zed                                  |
| 1988 | Hot to Trot                              | Fred P. Chaney                       |
| 1988 | Tapeheads                                | Billed as Jack Cheese; Don Druzel    |
| 1988 | Scrooged                                 | Eliot Loudermilk                     |
| 1989 | Cranium Command                          | Adrenal Gland                        |
| 1989 | Meet the Hollowheads                     | Billed as Jack Cheese; Cop #1        |
| 1990 | Little Vegas                             |                                      |
| 1991 | Shakes the Clown                         | Shakes the Clown                     |
| 1993 | Freaked                                  | Sockhead as Tourist / Sockhead (voz) |
| 1994 | Radioland Murders                        | Wild Writer                          |
| 1995 | Destiny Turns on the Radio               | Mr. Conally                          |
| 1996 | Back to Back                             | Psycho                               |
| 1997 | Sweethearts                              | Charles                              |
| 1997 | Dog's Best Friend                        |                                      |
| 1997 | Hércules                                 | Pain (voz)                           |
| 1998 | Rusty: A Dog's Tale                      | Jet the Turtle (voz)                 |
| 2000 | Lion of Oz                               | The Silly Oz-Bul (voz)               |
| 2000 | G-Men from Hell                          | Buster Lloyd                         |
| 2001 | Blow                                     | Mr. T                                |
| 2002 | Mickey's House of Villains               | Video; Pain (voz)                    |
| 2002 | Hansel and Gretel                        | Troll (voz)                          |
| 2003 | Grind                                    | Bell Clerk                           |
| 2005 | A Halfway House Christmas                | Narrator (voz)                       |
| 2006 | Leroy & Stitch                           | Nosy (voz)                           |
| 2006 | Sleeping Dogs Lie                        | Roy Orbison (não creditado)          |
| 2008 | Goldthwait Home Movies                   | Short film; Robert Goldthwait        |
| 2009 | World's Greatest Dad                     | The Limo Driver (não creditado)      |
| 2017 | American Bigfoot                         | Ele mesmo                            |
| 2018 | Henchmen                                 | Jackalope (voz)                      |
| 2021 | Joy Ride                                 | Himself; documentary                 |

### Televisão
| Ano       | Título                                                | Crédito | Crédito | Crédito  | Crédito  | Notas                                                                                        |
| Ano       | Título                                                | Ator    | Diretor | Escritor | Produtor | Notas                                                                                        |
| --------- | ----------------------------------------------------- | ------- | ------- | -------- | -------- | -------------------------------------------------------------------------------------------- |
| 1985      | Apt 2C                                                | Sim     |         |          |          | TV pilot by George Carlin; Bobby, neighbor                                                   |
| 1986      | The Vidiots                                           | Sim     |         |          |          | Filme TV; Herman Kraylor                                                                     |
| 1987      | An Evening with Bobcat Goldthwait: Share the Warmth   | Sim     |         | Sim      |          | Comedy special; Ele mesmo                                                                    |
| 1990–96   | Tales from the Crypt                                  | Sim     |         |          |          | 2 episódios Billy Goldman / Wolf (voz)                                                       |
| 1992      | Married... with Children                              | Sim     |         |          |          | Episódio: "Magnificent Seven"; Zemus                                                         |
| 1992      | The Golden Palace                                     | Sim     |         |          |          | Episódio: "Promotional Considerations"; Gordon McRay Cosay                                   |
| 1992–95   | Capitol Critters                                      | Sim     |         |          |          | 13 episodes; Muggle                                                                          |
| 1993      | Are You Afraid of the Dark?                           | Sim     |         |          |          | Episódio: "The Tale of the Final Wish"; Sandman                                              |
| 1993      | Herman's Head                                         | Sim     |         |          |          | Episódio: "Jay Is for Jealousy"; Suzie's Jealousy                                            |
| 1993      | Eek! The Cat                                          | Sim     |         |          |          | Episódio: "It's a Very Merry Eek's-mas"; Blizten (voz)                                       |
| 1993-95   | The Moxy Show                                         | Sim     |         | Sim      |          | Moxy (voz)                                                                                   |
| 1994      | The John Larroquette Show                             | Sim     |         |          |          | Episódio: "The Big Slip"; Boss's Nephew                                                      |
| 1994      | Dave's World                                          | Sim     |         |          |          | Episódio: "Sorry Seems to Be the Hardest Word"                                               |
| 1994–95   | Duckman                                               | Sim     |         |          |          | 2 episódios Cinque / Wino / Indian                                                           |
| 1994–2001 | Space Ghost Coast to Coast                            | Sim     |         |          |          | 4 episodes; Himself                                                                          |
| 1995      | ER                                                    | Sim     |         |          |          | Episódio: "Feb 5, '95"; Mr. Conally                                                          |
| 1995      | Beavis and Butt-Head                                  | Sim     |         |          |          | 2 episódios; Bum                                                                             |
| 1995      | Out There                                             | Sim     |         |          |          | Filme TV; Cobb                                                                               |
| 1995–99   | Unhappily Ever After                                  | Sim     |         | Sim      |          | Mr. Floppy                                                                                   |
| 1996      | Living Single                                         | Sim     |         |          |          | 2 episodes; Mugger                                                                           |
| 1996      | Arli$$                                                | Sim     |         |          |          | Episode: "How to Turn a Minus Into a Plus"; Himself                                          |
| 1996      | The Tick                                              | Sim     |         |          |          | Episode: "The Tick vs. Education"; Uncle Creamy (voz)                                        |
| 1997      | Dr. Katz, Professional Therapist                      | Sim     |         |          |          | Episode: "Studio Guy"; Bob (voz)                                                             |
| 1997      | Mad TV                                                |         |         |          |          | 1 episode; Host                                                                              |
| 1997      | Sabrina, the Teenage Witch                            | Sim     |         |          |          | Episode: "Oh What a Tangled Spell She Weaves"; Merlin                                        |
| 1998      | Hollywood Squares                                     |         |         |          |          | Himself                                                                                      |
| 1998      | The Simpsons                                          | Sim     |         |          |          | Season 9 Episode 15: " The Last Temptation of Krust"                                         |
| 1998      | The Army Show                                         | Sim     |         |          |          | Episode: "Have I Got a Deal for You" Used Car Salesman                                       |
| 1998–99   | Hercules: The Animated Series                         | Sim     |         |          |          | 22 episodes; Pain (voz)                                                                      |
| 1998–99   | Penn & Teller's Sin City Spectacular                  | Sim     |         |          |          | 2 episodes                                                                                   |
| 2000      | Strip Mall                                            |         | Sim     |          |          |                                                                                              |
| 2000      | Buzz Lightyear of Star Command                        |         |         |          |          | 5 episódios; XL (voz)                                                                        |
| 2000–03   | The Man Show                                          |         | Sim     |          |          |                                                                                              |
| 2001–02   | House of Mouse                                        | Sim     |         |          |          | Pain (voz)                                                                                   |
| 2002–03   | Crank Yankers                                         | Sim     | Sim     |          |          | Steven Goldstein (voz)                                                                       |
| 2003      | That '70s Show                                        | Sim     |         |          |          | Eli                                                                                          |
| 2003      | Chappelle's Show                                      | Sim     | Sim     |          |          | Ele mesmo                                                                                    |
| 2003      | CSI: Crime Scene Investigation                        | Sim     |         |          |          | Michael Borland                                                                              |
| 2003      | Windy City Heat                                       | Sim     | Sim     |          |          | TV film; The Director                                                                        |
| 2003–06   | Lilo & Stitch: The Series                             | Sim     |         |          |          | Nosy (voz)                                                                                   |
| 2004      | Non-Denominational All-Star Celebrity Holiday Special |         | Sim     |          |          |                                                                                              |
| 2004–07   | Jimmy Kimmel Live!                                    |         | Sim     |          |          | Ele mesmo                                                                                    |
| 2007      | Random! Cartoons                                      | Sim     |         |          |          | Episódio: "Squirly Town"; Zoopie                                                             |
| 2009      | Back at the Barnyard                                  | Sim     |         |          |          | Hockey Mask Bob (voz)                                                                        |
| 2009      | Just for Laughs                                       |         |         | Sim      |          | Episódio: "Gerry Dee"                                                                        |
| 2010      | Important Things with Demetri Martin                  |         | Sim     |          |          | 8 episódios                                                                                  |
| 2010      | I Confess                                             | Sim     |         |          |          | Filme TV; Bishop Goldthwarp                                                                  |
| 2010      | That's How We Do It!                                  |         | Sim     |          |          | Comedy special                                                                               |
| 2011–12   | Fish Hooks                                            | Sim     |         |          |          | Fish Santa / Roy and Bea's Pillow (vozes)                                                    |
| 2012      | Bobcat Goldthwait: You Don't Look the Same Either.    |         |         | Sim      |          | Comedy special; Ele mesmo                                                                    |
| 2012      | Adventure Time                                        | Sim     |         |          |          | Episódio: "Web Weirdos"; Ed (voz)                                                            |
| 2012      | Randy Cunningham: 9th Grade Ninja                     | Sim     |         |          |          | Dickie (voz)                                                                                 |
| 2013      | Regular Show                                          | Sim     |         |          |          | Episódio: "The Heart of a Stuntman"; Johnny Crasher (voz)                                    |
| 2013      | Aqua Teen Hunger Force                                | Sim     |         |          |          | Zingo (voz)                                                                                  |
| 2013      | Maron                                                 | Sim     | Sim     |          |          |                                                                                              |
| 2013–2020 | Bob's Burgers                                         | Sim     |         |          |          | Episódio: "Christmas in the Car"; Gary (voz) & Episódio: "Drumforgiven"; Dino (voz)          |
| 2014      | Patton Oswalt: Tragedy Plus Comedy Equals Time        |         | Sim     |          |          | Comedy special                                                                               |
| 2014      | Morgan Murphy: Irish Goodbye                          |         |         |          | Sim      | Comedy special                                                                               |
| 2014      | Robert Kelly: Live at the Village Underground         |         | Sim     |          | Sim      | Comedy special                                                                               |
| 2015      | Community                                             |         | Sim     |          |          | Episódio: "Basic Crisis Room Decorum"                                                        |
| 2015      | Eugene Mirman: Vegan on His Way to the Complain Store |         | Sim     |          |          | Comedy special                                                                               |
| 2015      | Marc Maron: More Later                                |         | Sim     |          |          | Comedy special                                                                               |
| 2016      | Cameron Esposito: Marriage Material                   |         | Sim     |          |          | Comedy special                                                                               |
| 2016      | Gary Gulman: It's About Time                          |         | Sim     |          | Sim      | Comedy special                                                                               |
| 2016      | Iliza: Confirmed Kills                                |         | Sim     |          |          | Comedy special                                                                               |
| 2016      | Those Who Can't                                       |         | Sim     |          |          | Directed six episódios                                                                       |
| 2016      | Future-Worm!                                          | Sim     |         |          |          | Episódio: "Meetiversary/Steak Starbolt/The Very Hungry Killa-Pillah" role: Dr. Wolfman (voz) |
| 2016–2018 | Skylanders Academy                                    | Sim     |         |          |          | Role: Pop Fizz (voz)                                                                         |
| 2017      | Patton Oswalt: Annihilation                           |         | Sim     |          |          | Comedy special                                                                               |
| 2017      | Love You More                                         |         | Sim     | Sim      | Sim      | Amazon Pilot Season Episódio 1                                                               |
| 2018      | Bobcat Goldthwait's Misfits & Monsters                |         | Sim     | Sim      | Sim      | Television series                                                                            |
| 2018      | Spy Kids: Mission Critical                            | Sim     |         |          |          | Episódio: "Secrets & Spies" JT/The Worm (voz)                                                |
| 2019      | Summer Camp Island                                    | Sim     |         |          |          | Role: Oscar                                                                                  |
| 2019      | Ron Funches: Giggle Fit                               |         | Sim     |          |          |                                                                                              |
| 2020      | AJ and the Queen                                      |         | Sim     |          |          | Episódio: "Columbus"                                                                         |
| 2021      | DC Super Hero Girls                                   | Sim     |         |          |          | Episódio: "Working Stiff" Role: Condiment King                                               |
| 2023      | The Patrick Star Show                                 | Sim     |         |          |          | Episódio: "A Root Galoot"; Role: Shmandrake, Baby Shmandrake (voz)                           |

### Video games
| Ano  | Título                                | Papel    | Notas  |
| ---- | ------------------------------------- | -------- | ------ |
| 1997 | Hercules                              | Pain     | [ 20 ] |
| 1998 | Disney's Animated Storybook: Hercules | Pain     | [ 20 ] |
| 2000 | Buzz Lightyear of Star Command        | XL       | [ 20 ] |
| 2012 | Skylanders: Giants                    | Pop Fizz |        |